# 崇道神社
崇道神社（すどうじんじゃ）は、京都市左京区上高野にある神社である。社格は旧村社。

## 祭神
- 早良親王（崇道天皇）

## 歴史
社伝によれば、785年（延暦4年）9月、長岡京造宮使であった藤原種継が暗殺された事件に連座したとされる早良親王（崇道天皇）の霊を慰めるため貞観年間（859年〜877年）に創建されたという。1915年（大正4年）に近隣にあった式内社とされる出雲高野神社・伊多太神社・小野神社の3社が合祀された。

## 境内社
- 伊多太神社（祭神：伊多太大神）
- 上高野最古の神社。伊多太（いたた）は「湯立て」を意味し、出雲系の農耕守護神とされる。応仁の乱で焼失後、1883年（明治16年）に再興され、1908年（明治41年）に崇道神社に合祀された。上高野大明神町には旧跡が保存されている。
- 出雲高野神社（祭神：玉依姫命）
- 小野神社（祭神：小野妹子・小野毛人）
  - 小野一族を祀る。境内の山中に祭神である小野毛人の墓がある。

## 文化財

### 国宝
| 小野毛人墓誌（左:表面、右:裏面）。 |  | 小野毛人墓誌（左:表面、右:裏面）。 |
| 小野毛人墓誌（左:表面、右:裏面）。 |  |                                    |

- 金銅小野毛人墓誌（附：銅函1合（延宝元年11月在銘）、発掘関係書類1通） - 昭和36年（1961年）4月指定

奈良時代の墓誌で、銅製・鍍金。寸法は長さ58.9センチメートル、幅5.9センチメートル。江戸時代の慶長18年（1613年）に崇道神社背後の山中で発見され、土葬石室に埋納されていたという。延宝元年（1673年）に銅製墓誌函が作られ、宝永2年（1705年）には発見に関する文書が記されている。元禄10年（1697年）に再び埋納され、1913年（大正2年）に墓の調査に伴い再び発掘された。墓誌銘は次の通り。
（表）飛鳥浄御原宮治天下天皇 御朝任太政官兼刑部大卿位大錦上
（裏）小野毛人朝臣之墓 営造歳次丁丑年十二月上旬即葬
被葬者の小野毛人は、『続日本紀』和銅7年（714年）4月条に拠れば遣隋使である小野妹子の子で、天武朝期には太政官兼刑部大卿の地位にあったという。墓所は山城国愛宕郡小野郷にあたり、小野氏の故地に比定される。毛人の墓は天武天皇6年（677年）に作られているが、墓誌が作製されたのは、銘文中の官職や姓などの用語から見てやや時代が下り、毛人の子の小野毛野による追納で、持統朝期であると考えられている。墓誌は京都国立博物館に寄託されている。